# Робство в Османската империя
Робството в Османската империя представлявало законна и важна част от икономиката и обществото на империята. Заробването на хора от бялата раса бива забранено в началото на ХІХ в., но поробването на други раси остава позволено до началото на ХХ в.
През 1609 г. в Константинопол (днешен Истанбул), административният и политически център на империята, около една пета от населението се състояло от роби. Дори след поредицата от мерки в края на ХІХ в с цел да се забрани робството, практиката продължила безнаказано до началото на ХХ век.
До 1908 г. в Османската империя още се продавали робини.
Сексуалното робство е централна част от османската робска система по време на цялата история на робската институция.
Представител на османската робска класа, наречен „кул“ на турски, можел да достигне до високо обществено положение. Пазачите в харема и еничарите били сред най-известните служби, които един роб можел да заеме, но робите често били и на предна линия в османската политика. Болшинството от служителите в османската държавна администрация били купени роби, отраснали свободно, и имали неотменим принос за възхода на Османската империя от ХІV в. до ХІХ в. Много от тях сами владеели голям брой роби, въпреки че султанът бил най-големият робовладелец. Като отглеждали и обучавали специално роби за управници в дворцови училища като Ендерун, османците създали държавници, познаващи тънкостите на управлението и фанатично предани на султана.

## Робството в ранната Османска империя
В средата на ХІV в. Мурад I изградил армия от роби, наречена „капъкулу“. Новата военна сила се основавала върху правото на султана над една пета от военната плячка, в нея според неговото тълкувание влизали и военнопленниците. Заловените роби приемали исляма и се обучавали да служат лично на султана. Системата „девширме“ (кръвен данък) също може да се смята за форма на заробване, защото султаните имали абсолютната власт над тях (взетите насила момчета – бел. пр.). Въпреки това робът или „кулът“ имал високо обществено положение в османското общество, той можел да се издигне до висш сановник или да стане част от военния елит и всички взети деца (но не и родителите им) получавали възнаграждение.
Търговията с роби се извършвала на специални пазари, наречени „есър“ (пленник, тур. – б. пр.) или „йесър“, такива имало в повечето по-големи и по-малки градове. Твърди се, че султан Мехмед II „Завоевателя“ учредил първия османски робски пазар в Константинопол през 60-те години на ХV в., най-вероятно на мястото на стария византийски пазар за роби. Според Никола дьо Николе (френски географ, автор на „Мореплаване край Турция“ – б. пр.) имало роби от всички възрасти и от двата пола, били изложени голи, за да могат евентуалните купувачи да ги оглеждат.

## Османското робство в Централна и Източна Европа
При девширмето, „кръвен данък“ или „събиране на деца“, малки християнски момчета от Балканите и Анадола били отвеждани от домовете и семействата им, насилвани да приемат исляма и записвани в най-прочутата част от капъкулу, еничарите – специална военна класа в османската армия, която се оказва решаваща при османските нашествия в Европа. Повечето военни командири в османската армия, везири на султана и де факто управници на империята, като Ибрахим паша Паргалъ или Мехмед паша Соколович са набрани по такъв начин. До 1609 г. султанската армия капъкулу се увеличава до 100 000 души.
Домашното робство не било толкова разпространено, колкото военното. Въз основа на опис на имотите на представители на управляващата класа, воден в Одрин между 1545 г. и 1659 г., са събрани следните сведения: от 93 имота, само в 41 има роби.
Общият брой на робите в имотите бил 140; 54 жени и 86 мъже. 134 от тях носели мюсюлмански имена, имената на петима не се споменавали, имало и една жена християнка. Явно част от тях работели в стопанствата. В заключение управляващата класа, поради широката употреба на роби войници и високата си покупателна способност, несъмнено била единствената голяма група, която поддържала жив пазара на роби в Османската империя.
Селското робство като явление било разпространено предимно в района на Кавказ и било пренесено в Анадола и Румелия след преселението на черкезите през 1864 г. В имигрантската общност често възниквали конфликти и османската власт се намесвала понякога на страната на робите.
Кримското ханство поддържало оживена търговия с роби с Османската империя и Средния Изток до началото на ХІХ в. При така наречената „степна жътва“ кримските татари поробвали селяни славяни. Полско-литовското княжество и Русия страдали от серия татарски нашествия с цел плячкосване и залавяне на славяни като „есър“. Териториите на югоизточната граница били в полувоенно състояние до ХVІІІ в. Смята се, че 75 % от кримското население се състояло от роби и освободени роби.

## Берберски набези за роби
Стотици хиляди европейци били заловени от берберски пирати варвари и продадени като роби в Северна Африка и Османската империя между ХVІ в. и ХІХ в. Набезите за роби били извършвани повече от араби и бербери, отколкото от османски турци. При все това в разгара на берберската търговия с роби през ХVІ и ХVІІ в. берберските държави били под османска власт и се управлявали от османски паши.

## Роби „зандж“
Понеже имало ограничения за поробване на мюсюлмани и „народи, почитащи Светото писание“ (евреи и християни), езическите територии в Африка били достъпен източник на роби. Известни като „зандж“ (на езика банту), тези роби били отвличани главно от района на Големите африкански езера, както и от Централна Африка. Зандж били заети в домакинството и служели в армията като войници-роби. Някои се издигали до високи постове, но като цяло били по-нискостоящи от европейските и кавказките роби Днес в модерна Турция продължават да живеят десетки хиляди афро-турци, потомци на робите зандж в Османската империя. Мустафа Олпак, който е афро-турчин, основава първата официално призната организация на афро-турците, Африканска общност за култура и взаимопомощ (Afrikal?lar Kultur ve Dayan?sma Dernegi) в Айвалък. Олпак твърди, че само 2000 бивши африкански роби са оцелели и техните потомци живеят в съвременна Турция.

## Роби в султанския харем
Наложниците на османския султан се състояли основно от купени робини, преобладавали тези от християнски произход. Майката на султана, макар технически робиня, получавала облечената в изключителна власт титла „валиде султан“, която я издигала до ранг владетелка на империята (вж. Женски султанат). Забележителен пример била Кьосем султан, дъщеря на гръцки християнски свещеник, която властвала в Османската империя през първите десетилетия на ХVІІ в. Рокселана (известна още като Хюрем султан), друг забележителен пример, била любимата жена на Сюлейман Великолепни.
Наложниците били охранявани от роби евнуси, които често идвали от езическа Африка. Евнусите били оглавявани от „кизлар ага“ („ага на робините“). Ислямските закони забранявали скопяването на мъжете, но етиопските християни не страдали от подобни угризения. Поробвали и скопявали мъже от териториите на юг и ги продавали като евнуси на Високата порта. Коптската православна църква взимала дейно участие в търговията с роби евнуси. Коптските свещеници отрязвали пениса и тестисите на 8-годишни момчета при кастрацията. После евнусите били продавани на Османската империя. Повечето османски евнуси били кастрирани от ръцете на коптите в манастира Абу Джерб в планината Гебел Етер. Момчетата роби били залавяни около Големите езера и други райони в Судан като Дарфур и Кордофан, после продавани на клиенти в Египет. По време на операцията коптските свещеници приковавали с вериги момчетата върху маси и след като отрязвали половите им органи, завирали бамбукови катетри в областта на генеталиите и заравяли момчетата до шия в пясък. Оцелявали 10 процента. Получените в резултат на операцията евнуси носели голяма печалба за разлика от евнусите от други райони.

## Сексуално робство
Черкезки, сирийки и нубийки били трите основни народности, които се продавали като секс робини в Османската империя. Черкезките били описвани като светли, с бяла кожа и често били изпращани от черкезките първенци като дар на османците. Те били най-скъпи, стигали до 500 лири стерлинги и били най-търсени от турците. На второ място били сирийските момичета с тъмните си очи и коси и матовата си кожа, те идвали основно от крайбрежните райони на Анадола. Цената им можела да достигне до 30 лири стерлинги. Описвали ги „със стройни фигури като млади“. Нубийките били най-евтини и най-непопулярни, вървели по 20 лири стерлинги. През ХVІІІ и ХІХ в. сексуалното робство било не само основна османска практика, но и се явявало важна част от държавното управление и възпроизводството на социалния елит.
Момчетата, взети като кръвен данък, също можели да станат сексуални роби, макар че обикновено работели в бани (хамам) или кафенета. Ставали теляци, кючехчии и сакии (виночерпци), докато били млади и голобради.

## Упадък и ограничаване на робството в Османската империя
В резултата на европейската намеса през ХІХ в. Османската империя прави опит да ограничи търговията с роби, която се смятала за законна според османските закони още от основаването на империята. Една от важните кампании срещу робството в Османската империя и търговията с роби била проведена в Кавказ от руските власти.
Били издадени поредица закони, които ограничавали първоначално поробването на бели хора, а след това и от други раси и религии. През 1830 г. султан Махмуд ІІ освободил с ферман всички бели роби. В тази категория влизали и черкезите, които имали обичаи да продават собствените си деца; поробените гърци, въстанали срещу империята през 1821 г. и други. През октомври 1854 г. с друг ферман се забранявала търговията с черкезки деца. През 1857 г. бил издаден ферман до пашата на Египет, а през 1858 г. и заповед до представителите на различни местни власти в Близкия изток, както и на Балканите и в Кипър, с който се забранявала търговията с роби зандж, без обаче да постановява освобождаването на вече поробените.
Въпреки това робството и търговията с роби в Османската империя продължила с десетилетия, тъй като законовите текстове не били подкрепени с наказателна система. Чак през 1871 г. с постановление от 20 юли се въвеждало наказание от една година за участниците в търговията с роби.
По-късно търговията с роби била изрично забранена чрез използването на хитри „вратички“ в прилагането на шериата, понеже той позволявал заробването. Например, въз основа на новото прилагане на шериата, поробеният, не можел да бъде държан роб, ако е бил мюсюлмани преди залавянето си. Не можел да бъде залавян и без официално обявяване на война, а това се правело само от султана. Тъй като късните османски владетели искали да прекратят робството, те не разрешавали набези с цел залавяне на роби и така направили незаконно придобиването на нови роби, макар че вече поробените си останали такива.
Османската империя и 16 други държави подписали споразумение по време на Брюкселската конференция за изкореняване на търговията с роби, макар че тайно робството продължило до началото на ХХ в. Разпоредба от османското министерство на вътрешните работи от октомври 1895 г. предупреждавало местните власти, че някои параходи отнемали от моряците зандж „тапиите им, че са свободни хора“ и ги поробвали. Друго окръжно от същата година разкрива, че някои освободени роби зандж били арестувани по неоснователни обвинения, хвърлени в затвора и върнати насила на господарите си. Указание на османското министерство на вътрешните работи до валията на Басра през 1897 г. нареждало, че на децата на освободените роби трябва да бъдат издавани отделни свидетелства за освобождаване, за да се избегне да не бъдат поробени и да бъдат разделени от родителите си.
Джордж Йънг, втори секретар на посолството на Великобритания в Константинопол, отбелязал в сборника си с османски закони, публикуван през 1905 г., че докато пишел книгата си, търговията с роби в Османската империя се практикувала само контрабандно. Търговията с роби продължила до Първата световна война. Сър Хенри Моргентау, който служил като посланик на САЩ в Константинопол от 1913 до 1916 г., твърди в своята „История на посланик Моргентау“, че имало банди, които продавали бели роби по време на неговата служба.